# Holden Monaro
Holden Monaro − dwudrzwiowe coupé oparte na Holden Commodore, sprzedawane w Australii od 2001 roku, od 2004 roku w Wielkiej Brytanii jako Vauxhall Monaro, w Stanach Zjednoczonych pod nazwą Pontiac GTO a na Bliskim Wschodzie jako Chevrolet Lumina Coupe.

## Opis modelu

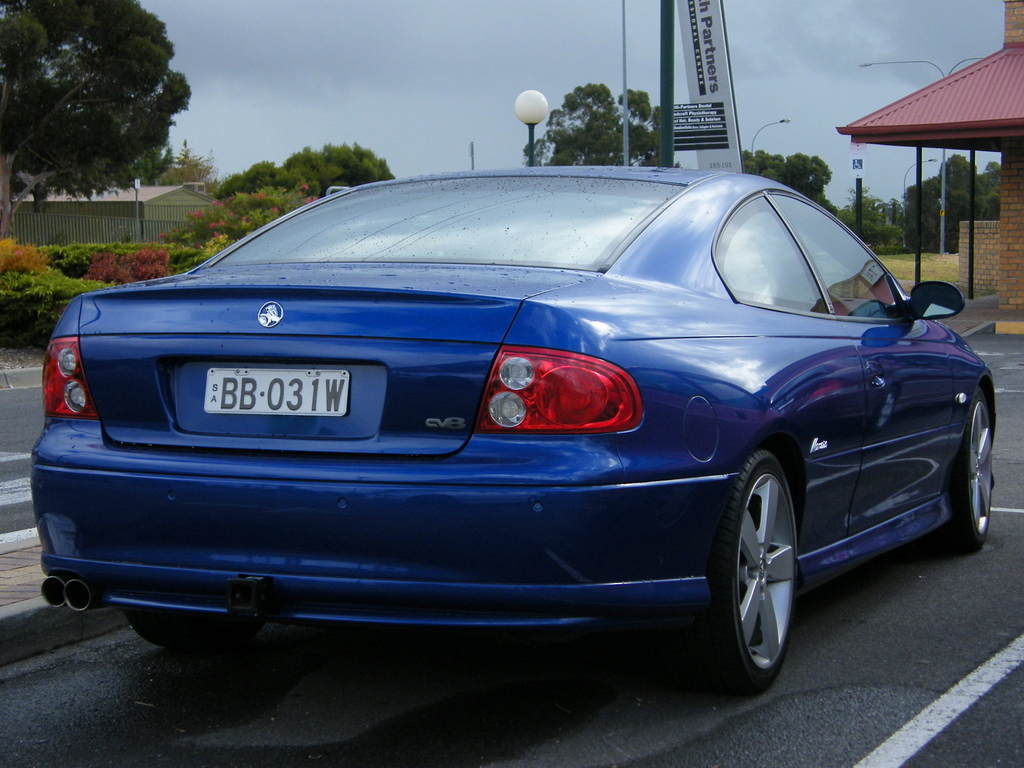
Holden V2 Monaro - tył

Monaro napędzany jest ośmiocylindrowym widlastym silnikiem o pojemności 5,7 litra. Dysponuje on mocą 333 KM (moment obrotowy 465 Nm) i rozpędza Monaro do 100 km/h w 6 sekund. Silnik współpracuje z sześciostopniową manualną skrzynią biegów, która przekazuje moc na tylne 18-calowe koła. 
Cennik Monaro zaczyna się od 28.600 funtów — do wyboru jest 5 specjalnie dobranych dla tego modelu kolorów lakieru (czerwony, żółty, niebieski, srebrny lub czarny). Seryjne wyposażenie obejmuje m.in. skórzaną tapicerkę, dwustrefową klimatyzację, system audio oraz elektrycznie regulowane przednie fotele.